# 385571 Otrera
385571 Otrera eller 2004 UP10 är en av Neptunus trojaner i lagrangepunkt L4 i Neptunus-Solen-systemet. Den upptäcktes av de båda amerikanska astronomerna Scott S. Sheppard och Chadwick A. Trujillo vid Las Campanas-observatoriet den 16 oktober 2004. Den är uppkallad efter Otrera i den grekiska mytologin.